# شورش عروس‌ها
شورش عروس‌ها (ازبکی: Келинлар қўзғолони) یک فیلم کمدی ازبکستانی محصول ۱۹۸۴ است که بر اساس نمایشنامه ای همنام از نویسنده ازبکستانی سعید احمد و کارگردانی ملیس ابزالوف ساخته شده‌است.